# Русско-византийская война (1116—1123)
Русско-византийская война 1116—1123 годов — последняя из русско-византийских войн, начатая Владимиром Всеволодовичем Мономахом в поддержку своего зятя Лже Льва Диогена («Леона Девгенича» в русских летописях), претендовавшего на трон в Царьграде. Русское войско совершило поход на Балканы и овладело рядом городов на Дунае, в том числе Доростолом, который на время стал резиденцией «Леона Девгенича». Минимальной целью Мономаха было создание зависимого от Киева государственного образования под номинальным главенством своего зятя. Однако вскоре тот был убит двумя наёмными убийцами, подосланными императором Алексеем I Комнином. Смерть «Леона Девгенича» не остановила войну, поскольку Владимир Мономах продолжил её в пользу своего внука и сына «Леона Девгенича» Василько Леоновича. Впоследствии война приняла неблагоприятный для Руси оборот и войску Алексея I удалось постепенно выдавить воинов Мономаха из Подунавья, вернув контроль и над Доростолом. Новый поход под Доростол, возглавляемый сыном Мономаха Вячеславом Владимировичем и воеводой Фомой Ратиборовичем, оказался безуспешным. Мирный договор между Царьградом и Киевом был заключён только в 1123 году после смерти Алексея I. Он был скреплён браком внучки Мономаха Добродеи с Алексеем Комнином, сыном нового императора Иоанна Комнина.